# Виноградов (град)
Вижте пояснителната страница за други значения на Виноградов.
Виноградов или Винохрадиу (на украински: Виноградів; на унгарски: Nagyszőlős; на румънски: Seleuşu; на руски: Виноградов) е град в Украйна, административен център на Виноградовски район, Закарпатска област.
Към 1 януари 2023 година населението на града е 22 976 души.

## История
За пръв път селището е упоменато през 1262 година, през 1946 година получава статут на град.